# Соспироло
Соспироло (итал. Sospirolo) је насеље у Италији у округу Белуно, региону Венето.
Према процени из 2011. у насељу је живело 700 становника. Насеље се налази на надморској висини од 453 м.

## Становништво
Према резултатима пописа становништва 2011. у општини је живело 3.213 становника.
| 1931. | 1936. | 1951. | 1961. | 1971. | 1981. | 1991. | 2001. | 2011. |
| ----- | ----- | ----- | ----- | ----- | ----- | ----- | ----- | ----- |
| 4.524 | 3.978 | 4.528 | 4.216 | 3.527 | 3.559 | 3.365 | 3.193 | 3.213 |

## Партнерски градови
- Flores da Cunha